# Turska
Turska, službeno Republika Turska (tur. Türkiye Cumhuriyeti), euroazijska je država smještena u jugoistočnoj Europi (Istočna Tracija) i jugozapadnom dijelu Azije (Mala Azija). Turska graniči na istoku s Gruzijom, Armenijom, Azerbajdžanom i Iranom, na jugu s Irakom i Sirijom, te na zapadu s Grčkom, Bugarskom. Sredozemno more i Cipar nalaze se na jugu, Egejsko more i otoci na zapadu, te Crno more na sjeveru. Europski i azijski dio Turske dijeli Mramorno more, te tjesnaci Bospor i Dardaneli.
Zbog položaja države na dva kontinenta, turska kultura je jedinstven spoj istočnjačkih i zapadnjačkih običaja i tradicija. Položaj zemlje između Europe na zapadu, središnje Azije na istoku, Rusije na sjeveru i Bliskog istoka na jugu, dao je Turskoj i veliku stratešku važnost.
Turska je demokratska, sekularna, unitarna, ustavna republika čiji je politički sustav 1923. utemeljio Mustafa Kemal Atatürk, nakon propasti Osmanskog Carstva poslije Prvog svjetskog rata. Od tada se politika države počela okretati zapadu, tako da je Turska danas članica mnogih zapadnih organizacija kao što su Vijeće Europe, NATO, OECD i OSCE. Turska je 2005. počela pregovore za članstvo u Europskoj uniji. Istovremeno država održava i pojačava svoje političke i gospodarske odnose s istočnjačkim zemljama.

## Povijest

### Povijest Anatolije prije dolaska Turaka
Poluotok Mala Azija koji čini veći dio teritorija današnje Turske je jedno od najstarijih stalno naseljenih područja svijeta. Ovdje pronađena naselja iz razdoblja mlađeg kamenog doba (Göbekli Tepe, Çatal Höyük, Çayönü, Nevali Cori, Hacilar i Mersin) smatraju se jednim od najranijih ljudskih naselja na svijetu.
Hetitsko Carstvo bilo je prvo veliko carstvo na ovom području, a trajalo je od 18. do 13. stoljeća pr. Kr. Kasnije utjecaj su stekli Frigijci koji su bili indoeuropski narod i čije carstvo su u 7. stoljeću pr. Kr. uništili Kimerijci. Najznačajnije države nasljednice Frigije bile Lidija, Karija i Licija. Jezici kojima su govorili Lidijci i Licijci spadali su u indoeuropske.
Negdje oko 1200. pr. Kr. na zapadnoj obali Anatolije naselila su se grčka plemena. Ovo cijelo područje je u 6. i 5. st. pr. Kr. osvojilo perzijsko Ahemenidsko Carstvo. Kasnije je 334. pr. Kr. ovo područje osvojio Aleksandar Veliki. Anatolija je zatim podijeljena u veliki broj manjih grčkih država, kao što su Bitinija, Kapadocija, Pergam i Pont. Sva ova carstva pokorio je Rim do sredine prvog stoljeća pr. Kr. Godine 324., rimski car Konstantin I. Veliki izabrao je Bizantion za novi glavni grad Rimskog Carstva (kasniji Carigrad). Nakon pada Zapadnog Rimskog Carstva Carigrad je postao glavni grad Bizantskog Carstva.

### Turci i Osmansko Carstvo
U 10. stoljeću Turci Seldžuci koji su živjeli sjeverno od Kaspijskog i Aralskog jezera počeli su se seliti u istočna područja Anatolije. Seldžuci su bili ogranak Turaka Ouza, a Anatolija je postala njihova domovina nakon bitke kod Malazgirta 1071. godine. Tom pobjedom počinje uspon anatolijskog seldžuskog sultanata (Sultanat Rum) koji je bio zasebni dio velikog Seldžuskog Carstva koje je pokrivalo područje središnje Azije, Irana, Anatolije i jugozapadne Azije.
Godine 1243. Mongoli pobijeđuju Seldžuke, a njihovo carstvo se počinje raspadati. Turska Anatolija tada biva podijeljena u više manjih nezavisnih država zvanih gazi emirati. Do 1300. gazi emirati osvajaju većinu anatolijskih područja tada već oslabljenog Bizantskog Carstva. U to vrijeme počinje se izdizati gazi emirat kojeg je vodio Osman I. (po njemu je nazvano Osmansko Carstvo) koji proširuje svoju državu sve do granica s Bizantom.
Osmansko je Carstvo tijekom svoje 623 godine duge povijesti imalo doticaja i sa zapadnim i s istočnim kulturama. U 16. i 17. stoljeću carstvo je bila najjača politička sila na svijetu koja se brzo širila prema središnjoj Europi preko Balkana. Uz vrlo jak utjecaj koji je carstvo imalo na promjene kopnenih granica u Europi, veliki značaj imalo je i na moru. Carstvo je bilo jedno od nekoliko sila koje se borilo za kontrolu nad Sredozemljem, a uz to često se sukobljavalo i s portugalskom flotom u Indijskom oceanu, pokušavajući obraniti svoju dominaciju nad trgovačkim pravcima između istočne Azije i zapadne Europe. Važnost ovih pravaca opada otkrivanjem Rta dobre nade 1488. godine.
U prvoj polovici 19. stoljeća počinje opadati utjecaj carstva, a konačan udarac dobiva porazom u Prvom svjetskom ratu u koji je ušla u savezu s Njemačkom. Francuska i Velika Britanija prije su obećale stvaranje armenske države u istočnom dijelu Anatolije, što je osmanska vlast vidjela kao udar na teritorijalni integritet zemlje. Pod izgovorom preseljenja, veliki broj Armenaca je ubijen ili je umro od iscrpljenosti u sirijskoj pustinji. Sveukupno je između 1915. i 1917. ubijeno 1,5 milijun Armenaca. Turska vlada i danas službeno poriče genocid nad Armencima.
Nakon rata sile Antante podijelile su teritorij carstva sporazumom u Sèvresu 1920. godine. Osmansko Carstvo izgubilo je sve teritorije izuzev Anatolije i Tracije. Teritorij današnje Turske podijeljen je u više dijelova. Grčkoj je obećana Smirna (današnji İzmir) i dio zapadne Anatolije, Italija je trebala dobiti područje Adane, a Francuskoj je uz Siriju trebala pripasti i Cilicija. U istočnom dijelu današnje Turske gdje se nalaze gradovi Kars, Ardahan i Erzurum trebala je biti osnovana armenska država. Južno i istočno od Eufrata trebala je biti stvorena autonomna kurdska regija. Svi ovi planovi na kraju nisu ostvareni.

### Osnivanje republike
Mustafa Kemal-paša organizira 19. svibnja 1919. politički i vojni ustanak protiv ovih planova. Posebno su 1920. vođene žestoke borbe s Grčkom. Rat je završen 9. rujna 1922. zauzimanjem Smirne koja je tada većinski bila naseljena Grcima. Turska pobjeda rezultirala je tzv. maloazijskom katastrofom, u kojoj su mnogi Grci i Turci ostali bez svojih domova.
Nakon pobjede Turaka, 24. srpnja 1923. sporazumom iz Lausanne promijenjen je prijašnji sporazum iz Sèvresa. Ovim ugovorom uspostavljene su današnje granice Turske. U isto vrijeme izvršena je i izmjena stanovništva s Grčkom. Nakon što su sve strane snage napustile Anatoliju, Mustafa Kemal je 29. listopada 1923. proglasio republiku.
Za vrijeme svoga mandata Mustafa Kemal je pokrenuo niz političkih i društvenih reformi diljem zemlje, koje su pretvorili Tursku u modernu, sekularnu i europski orijentiranu državu. Smjernice njegove politike danas se nazivaju kemalizmom. Između ostalog 1922. ukinut je sultanat, a 3. ožujka 1924. i kalifat. Iste godine ukinut je šerijatski zakon, a 1925. provedena je odjevna reforma kojom je zabranjen fes (tradicionalno tursko muško pokrivalo za glavu), te veo za žene, a uvedeno je skupno obrazovanje za oba spola. Godine 1926. islamski kalendar zamijenjen je gregorijanskim, a uveden je i metrički sustav.
Idućih godina cijeli pravosudni sustav promijenjen je po uzoru na europske zemlje. Uvedena je monogamija, a 1928. provodi se sekularizacija i reforma pisma u kojoj je arapsko pismo zamijenjeno latinicom. Ovim reformama je 1930. uvedeno pravo glasa ženama, a od 1934. daje im se i pravo sudjelovanja na izborima. Provedena je i reforma imena građana u kojoj su svima dodijeljena prezimena. Turski parlament je Mustafi Kemalu dodijelio prezime „Atatürk“ (otac Turaka) koje je proglašeno posebnim prezimenom kojeg je nosio samo on. Manji broj Atatürkovih reformi je nakon njegove smrti ukinut, kao npr. reforma kojom je ezan, umjesto na arapskom uveden na turskom.
Nakon Atatürkove smrti 1938., predsjednik Turske je postao njegov bliski suradnik Ismet Inönü. Inönü je nastavio modernizaciju Turske, a na vanjskopolitičkom planu pokušao je održati neutralnost. Godine 1939., Turskoj je pripojena Republika Hataj koja je postala turska pokrajina.

### Nakon Drugog svjetskog rata
Za vrijeme Drugog svjetskog rata Turska je očuvala svoju vanjskopolitičku neutralnost. U rat na strani saveznika ulazi tek simbolički 23. veljače 1945. Iste godine potpisuje povelju UN-a. Godine 1946. u Turskoj je uvedeno višestranačje. Demokratska stranka (DP) je pod vodstvom Adnana Menderesa na izborima 1950. osvojila većinu u parlamentu. Time je završena vladavina Republikanske narodne stranke (CHP) koja je trajala od osnivanja republike.
Izbijanjem sukoba između istoka i zapada, te pokušajem utjecaja SSSR-a na Tursku, završeno je razdoblje politike neutralnosti za Tursku. Godine 1950. Turska sudjeluje kao dio UN-ovog kontingenta u Korejskom ratu, a 1952. ulazi u NATO.
Godine 1960. premijer Menderes donosi zakon koji mu omogućuje ukidanje opozicije. Vojska tada organizira državni udar i uhićuje premijera i druge političare, koji su nakon suđenja obješeni u rujnu 1961. na otoku İmralı. Nakon što je vojska iste godine uvela novi ustav, vratila je vlast narodu. Inönü je postao premijer i vladao je od 1961. do 1965. godine. U to vrijeme Turska postaje pridružena članica EEZ-a. To razdoblje obilježava i neefikasnost vlade i jačanje ljevičarskih i desničarskih terorističkih aktivnosti, što je dovelo do gospodarskog pada. Godine 1971. vlast ponovo uzima vojska koja uvodi represivne mjere za stanovništvo.
Nakon dugog niza godina međuetničkog nasilja na Cipru, Grci organiziraju vojni udar u srpnju 1974. u kojem je svrgnut predsjednik Makarios III. i postavljen grčki nacionalist Nikos Sampson kao diktator. Turska se tada odlučuje za vojnu intervenciju na Cipru kojom zauzima sjeverni dio otoka. Devet godina kasnije na tom području uspostavljena je Turska Republika Sjeverni Cipar koju je dosad priznala jedino Turska.
Vojska 12. rujna 1980. treći put oduzima moć civilno izabranoj vladi. Uzrok je bila politička i gospodarska nestabilnost zemlje u 1970-ima, kao i teroristički napadi ekstremne ljevice i desnice. Vojska je pod generalom Kenanom Evrenom uvela ratno pravo u zemlji i zabranila sve političke stranke. Hunta se prije snažno protivila kurdskim separatistima i lijevoj opoziciji. Dana 7. studenoga 1982. vojska je predstavila novi ustav koji je prihvaćen referendumom.
Od sredine 1980-ih najvažnijim unutarnjim problemom zemlje smatra se sukob s Kurdima. Turska je dotad vodila politiku asimilacije koja je rezultirala potiskivanjem kurdske kulture i identiteta. Kao reakcija na ovu politiku 1978. je osnovana Kurdska radnička partija (PKK) s Abdullahom Öcalanom na čelu. Stranka je 1984. počela oružani sukob na jugoistoku Turske s ciljem osnivanja socijalističke države Kurdistan. Do 2007. godine u sukobima između turske vojske i PKK-a poginulo je oko 40 000 osoba.
U veljači 1998. turska tajna služba (MIT) uhvatila je Abdullaha Öcalana u Keniji i dovela ga u Tursku gdje je osuđen na smrtnu kaznu (koja je ukinućem smrtne kazne promijenjena u doživotni zatvor). Tada je PKK proglasio prekid vatre koji je prekršen 2004. godine.
Za vrijeme mandata premijera Ecevita (1999. – 2002.) uvedene su nove reforme građanskog prava sa sveukupnim povećanjem ljudskih prava (kao što su npr. pravo na okupljanja i prosvjede). Ove reforme su kasnije nastavljene, a dovele su između ostalog i do ukinuća smrtne kazne, zabrane mučenja i uvođenja kulturnih sloboda kurdskom stanovništvu. Danas je dopuštena i upotreba kurdskih dijalekata u školstvu, kao i prijenos radijskih i televizijskih kanala na kurdskom. Turska državna televizija danas osim na turskom emitira i na kurdskom, arapskom, bošnjačkom i drugim jezicima.
U studenome 2003. Al-Kaida je izvela više bombaških napada u Istanbulu, čiji ciljevi su bile sinagoge, britanski konzulat i britanska banka HSBC. U napadima je poginulo 60 osoba. Od 2004. ponovo su izbili sukobi između turskih oružanih snaga i PKK-a.
Turska je, nakon 40 godina pokušavanja približavanja, 3. listopada 2005. započela pregovore o članstvu u Europskoj uniji.

## Zemljopis

### Položaj
Turska se zemljopisno proteže na dva kontinenta. Anatolija, azijski dio države, zauzima oko 97% površine Turske. Europski dio koji se nalazi u Istočnoj Traciji zauzima oko 3 % površine države (23.623 km²).
Sveukupne granice Turske dugačke su 9.850 km, od čega 7.200 km zauzimaju morske granice. Na zapadu Turska izlazi na Egejsko more, na jugu ima izlaz na Sredozemno more, te na sjeveru na Crno more. Na kopnu Turska graniči s osam zemalja sa sveukupnom dužinom kopnenih granica od 2.648 km. Na sjeverozapadu graniči s Grčkom (206 km granice) i Bugarskom (240 km), na sjeveroistoku s Gruzijom (252 km), Armenijom (268 km), Azerbajdžanom (eksklavom i autonomnom republikom Nahičevan, 9 km), na istoku s Iranom (499 km) te na jugu s Irakom (352 km) i Sirijom (822 km). Nedaleko od obale Turske nalazi se i Cipar koji je politički podijeljen na međunarodno priznatu Republiku Cipar i samo od Turske priznatu Tursku Republiku Sjeverni Cipar.
Sjever Turske je jedno od sezmički najaktivnijih područja na svijetu s vrlo čestim potresima. Od većih gradova posebno je potresima ugrožen Istanbul.

### Reljef
Turska je zemljopisno podijeljena u sedam regija. To su: Mramorna regija, Egejska regija, Crnomorska regija, Središnja Anatolija, Sredozemna regija, Istočna Anatolija i Jugoistočna Anatolija. Ove regije se znatno razlikuju po vegetaciji i klimatskim uvjetima.
Tracija se nalazi zapadno od Bospora na europskoj strani zemlje. Na tracijskoj strani rijeka Marica (Meriç) tvori granicu s Grčkom. Istočno od Bospora nalazi se Mramorna regija. Mramorno more dijeli Europu od Azije, te Egejsko more od Crnog mora. Na izlazu na Sredozemno more nalazi se tjesnac Dardaneli dugačak 60 km. Na Bosporu se nalazi Istanbul koji je najveći turski grad. Ova brežuljkasta regija koja je gospodarsko središte Turske prekrivena je šumama i grmovitim biljem. Poljoprivreda u tom području je naročito razvijena. Nedaleko od grada Bursa nalazi se planina Uludağ koja je popularno turističko odredište.
U Egejskoj regiji je također vrlo razvijena poljoprivreda. Iznimno brdoviti krajolik proteže se uzduž zapadne obale od Çanakkalea do Bodruma. Obalno područje je jedno od turistički najrazvijenijih u Turskoj. Uz čemprese i masline ovdje se uzgaja i vinova loza. U ovoj regiji nalaze se mnogi gradovi iz starogrčkog razdoblja, kao npr. Troja, Asos, Pergamon, Efez, Priena, Milet, Didima i Euromos.
Crnomorska regija zauzima sjeverno obalno područje Turske. Ovu regiju karakterizira blaga i vlažna klima. Planinsko područje ove regije prekriveno je šumama. Na ovom vrlo plodnom tlu uzgajaju se čaj, duhan, kukuruz i lješnjaci.
Regija Središnje Anatolije obuhvaća visoravan u unutrašnjoj Anatoliji. Ovdje se nalazi slano jezero Tuz Gölü, te planine koje dosežu do 3.900 metara. Na istoku se nalazi Kapadocija koja je poznata po zadivljujućim crkvama i nastambama u visokim planinskim predjelima. Unutrašnjom Anatolijom dominiraju stepe, a to područje se smatra jednim od najsuših predjela Anatolije. Zbog toga poljoprivreda u tom dijelu zemlje nije toliko razvijena. Klimu ove regije karakteriziraju vruća i suha ljeta s hladnim noćima. Zimi temperatura zna pasti i ispod −20 °C.
Regija Sredozemnog mora proteže se od planina Taurus na sjeveru do planina Amanos na istoku. U ovoj regiji pretežito se uzgajaju citrusi, banane, rajčice, kikiriki i pamuk.
Jugoistočna Anatolija je najstarija kulturna regija Turske. Proteže se od planina Taurus. Ovdje se nalaze rijeke Eufrat (Fırat) i Tigris (Dicle). Najzastupljenije poljoprivredne kulture su pšenica, ječam, vinova loza, masline i pistacija.
| Najviši vrhovi - Veliki Ararat (Büyük Ağrı Dağı) – 5165 m - Buzul Dağı – 4116 m - Süphan Dağı – 4058 m - Mali Ararat (Küçük Ağrı Dağı) – 3925 m - Kaçkar Dağı – 3932 m - Erciyes Dağı – 3917 m | Najveće rijeke - Kizil 1355 km - Eufrat (Fırat) - Sakarya - Murat i Karasu - Tigris (Dicle) - Seyhan - Ceyhan - Göksu - Büyük Menderes | Jezera - Van Gölü 3713 km² - Tuz Gölü 1500 km² (Slano jezero) - Beyşehir Gölü 656 km² - Eğridir Gölü 468 km² - Akşehir Gölü 353 km² - İznik Gölü 298 km² | Otoci - Gökçeada 279 km² - Marmara Adası 117 km² - Bozcaada 36 km² - Uzunada 25 km² - Alibey 23 km² - Paşalimanı 21 km² - Avşar 21 km² |

### Politička podjela
Politički je teritorij Turske podijeljen na 81 pokrajinu. Iako su ove pokrajine radi potreba popisa stanovništva grupirane u već navedene regije, te regije nemaju nikakvu upravnu funkciju. Na čelu svake pokrajine (il) nalazi se namjesnik tj. valija (vali). U prošlosti su se pokrajine nazivale vilajetima (vilayet).
Pokrajine su podijeljene u okruge (ilçeler). Broj okruga je različit u svakoj pokrajini. U središnjem okrugu (merkez ilçe) nalazi se upravno središte pokrajine (il merkezi). Pokrajine većinom nose imena svojih glavnih gradova, a iznimke su Hatay (glavni grad je Antakya), Kocaeli (İzmit) i Sakarya (Adapazarı).
Sveukupno 18 pokrajina imaju više od milijun stanovnika, a 21 pokrajina ima između pola milijuna i milijun stanovnika. Samo u dvije pokrajine živi ispod 100 000 stanovnika.
Pet najnapučenijih pokrajina u Turskoj su: Istanbul (12.573.836 st.), Ankara (4 466 756 st.), İzmir (3 739 353 st.), Bursa (2 439 876 st.) i Adana (2 006.650 st.).

## Stanovništvo
Prema popisu stanovništva iz 2000. godine Turska je imala 67.844.903 stanovnika, ili 87 stanovnika/km². Od toga je 10 milijuna živjelo na europskom, a 58 milijuna na azijskom dijelu države.

### Etničke skupine
Zbog toga što se u Turskoj ne izvodi etnički popis stanovništva nego samo opredijeljenje po jeziku, teško je odrediti njen etnički sastav, jer neke manjine govore uglavnom turskim jezikom.
Posebno je teško odrediti ukupan broj pripadnika kurdske i zazanske etničke skupine, jer su one najsnažnije bile pogođene politikom asimilacije. Podaci o broju pripadnika pojidine etničke skupine snažno variraju od izvora do izvora. Stanovništvo Turske danas čine sljedeće etničke skupine: od 77 % do 81 % Turci, od 15 % do 20 % Kurdi, od 2 % do 3 % Zaza, 2 % Arapi, 1 % Albanci, 0,5 % Čerkezi, 0,5 % Gruzijci, te pripadnici ostalih etničkih skupina kao što su Abhazi, Aramejci, Armenci, Bošnjaci, Bugari, Grci, Lazi, Čečeni i drugi.
Pripadnici ostalih turkijskih naroda se također prema popisu stanovništva smatraju Turcima. Procjenjuje se da danas u Turskoj uz osmanske Turke živi i oko 2 do 5 milijuna Krimskih Tatara i Tatara, od 0,5 do 2 milijuna Azera, oko 200 000 Mesketinskih Turaka, oko 100 000 Tahtacıja, oko 60.000 Karapapaka, između 14.000 i 20.000 Gagauza, oko 2.000 Uzbeka, te oko 1.000 Kazaha, Kirgiza, Kumica, Turkmena i 500 Ujgura.

### Jezici
Nacionalni i jedini službeni jezik Turske je turski jezik, koji je materinski jezik za preko 80 % stanovništva zemlje, a kao drugi jezik govori ga od 10 do 15 % stanovništva. Time je ovo najgovoreniji jezik u državi.
Uz turski u zemlji se govori i 20-ak drugih jezika iz pet različitih jezičnih porodica. Manjinski jezici s najvećim brojem govornika su:
- kurmandži ili sjevernokurdski s oko 10 milijuna govornika (indoeuropski jezik indoiranske skupine)
- zazaki s između 1,2 i 2 milijuna govornika (indoeuropski jezik indoiranske skupine)
- arapski (sjevernomezopatamijski arapski) s oko milijun govornika (afrazijski jezik semitske skupine
- azerski s oko 550 000 govornika u Turskoj (turkijski jezik oguske skupine)
- kabardinski ili istočnočerkeski s oko 550 000 govornika u Turskoj (zapadnokavkaski jezik)
- adigejski ili zapadnočerkeski sa skoro 300 000 govornika (zapadnokavkaski jezik)
- bugarski (pomački) s oko 300 000 govornika u Turskoj (indoeuropski jezik slavenske skupine)

Oko 40 000 građana Turske govori armenski, a oko 4000 grčki kao materinski jezik. Ova dva jezika bila su u prošlosti snažno rasprostranjena u Turskoj, jer je početkom 20. stoljeća na području današnje Turske živjelo oko dva milijuna Armenaca i 1,5 milijuna Grka. Također u prošlosti su se na području Turske govorili i neki jezici koji danas praktički i nemaju govornika.
Od manjinskih indoeuropskih jezika značajan broj govornika imaju albanski (oko 15 000), romski (25 000) i domarski (30 000) jezik. Od kartvelskih jezika značajan broj govornika imaju gruzijski (40 000) i čanski (30 000) jezik. Uz kabardinski i adigejski jezik, od zapadnokavkaskih jezika u Turskoj se govori i abhaski (5000) te abazinski (10 000) jezik.
Danas u Turskoj žive i male zajednice govornika raznih turkijskih jezika kao što su turkmenski, kazaški, kirgiski, uzbečki, ujgurski, kumički i krimskotatarski, te nekoliko stotina govornika kavkaskih jezika, kao što su čečenski, lakski i lezginski, kao i određeni broj govornika osetskog i perzijskog koji spadaju pod iranske jezike.

#### Turski u Turskoj
Standardni jezik zemlje temelji se na istanbulskome dijalektu turskoga te se rabi u medijima i školstvu. Također postoje mnoge dijalektalne razlike u jeziku diljem zemlje i izvan nje. Istraživanje turskih dijalekata provodi nekoliko sveučilišta i institucija, a najznačajnija je Turska jezična udruga (Türk Dil Kurumu) koja je službeno regulatorno tijelo zaduženo za turski jezik od 1932. godine. Službeni jezik Osmanskog Carstva bio je osmanski turski koji se bitno razlikovao od govornog turskog jezika. Tijekom Atatürkove jezične reforme uklonjene su mnoge perzijske i arapske posuđenice koje su se rabile u službenom jeziku, a arabicu je zamijenila latinica. U tom razdoblju znatno je porasla i pismenost koja je dotad među običnim stanovništvom bila rijetka.

### Religija
Islam je religija s najviše sljedbenika u Turskoj, u kojoj se oko 99 % stanovništva izjašnjava kao muslimani. Između 80 i 85 % muslimana su suniti, a ostalih 15 do 20 % čine većinom šijitski Aleviti. Danas u Turskoj živi i oko 125 000 kršćana (0,2 %) i 23 000 židova (0,04 %). Početkom 20. stoljeća kršćani su činili oko 20 % stanovništva u zemlji (većinom su to bili Armenci i Grci), a broj židova 1923. bio je 100 000. U Turskoj živi i malena zajednica Jesida, koji su etnički većinom Kurdi.
Diljem Turske postoje mnoga judaistička i kršćanska svetišta i povijesno važna mjesta za ove religije, tako da su diljem zemlje još aktivne mnoge povijesne džamije, crkve i sinagoge. Hanefijsko učenje sunitskog islama većinom organizira država kroz Direktorat vjerskih poslova (Diyanet İşleri Başkanlığı) koji kontrolira sve džamije i vjerske službenike (imame).
Turska je prema ustavu sekularna država bez državne religije. Od osnivanja republike u Turskoj postoji snažna tradicija sekularizma koji je izgrađen prema francuskom modelu laicizma. Ustav zemlje osigurava vjerske slobode svima, a vjerske zajednice su stavljene pod zaštitu države. Zakonom je zabranjeno nošenje bilo kakve odjeće povezane s vjerom (kao hidžab) u javnim ustanovama, školama ili fakultetima.

## Politički ustroj
Turska je svjetovna parlamentarna republika osnovana na načelu diobe vlasti na zakonodavnu, izvršnu i pravosudnu. Ustav je vrhovni zakon države.

### Predsjednik
Predsjednik je šef države i izabire se najmanje dvotrećinskom većinom Velike turske narodne skupštine, poznatije kao medžlis, na jednokratni, sedmogodišnji mandat. Da bi bio podoban za ovu funkciju, kandidat mora biti turski državljanin stariji od 40 godina, mora biti podoban za izbor u VTNS, te mora imati visoku stručnu spremu. Predsjednik predsjedava Nacionalnim vijećem za sigurnost i predstavlja ured Vrhovnog zapovjednika. U vrijeme rata, šef glavnog stožera vrši funkciju vrhovnog zapovjednika u ime predsjednika. Predsjednik je ovlašten proglašavati zakone ili ih slati natrag u parlament na ponovno razmatranje, raspisivati javne referendume, raspisivati parlamentarne izbore, imenovati premijera ili prihvatiti njegovu ostavku; ratificirati i objavljivati međunarodne sporazume itd.

### Izvršna vlast
Izvršna vlast je u rukama predsjednika i Vijeća ministara, kojim predsjedava premijer. Premijera imenuje predsjednik odabirom između članova Velike turske narodne skupštine, te kandidira ministre, čije imenovanje mora odobriti Velika turska narodna skupština. Na premijerov prijedlog predsjednik razrješava ministre dužnosti i imenuje nove. U roku od tjedan dana od formiranja novog Vijeća ministara, premijer ili jedan od ministara predstavlja Vladin program pred Velikom turskom narodnom skupštinom, nakon čega se izglasava povjerenje. Prije općih izbora, ministri pravosuđa, unutarnjih poslova i komunikacija moraju se povući iz kabineta, a imenuju se neovisni i neutralni (bez političkih veza) ministri. Vijeće ministara izdaje pravila o primjeni zakona i ostalim pitanjima, uz uvjet da se ne kose s postojećim zakonima, koje tada provjerava Državno vijeće. Velika turska narodna skupština može raspustiti parlament izglasavanjem nepovjerenja.

### Zakonodavna vlast
Prema ustavu iz 1982., zakonodavna vlast pripada Velikoj turskoj narodnoj skupštini, koja zasjeda u Ankari. To je jednodomno tijelo s 550 mjesta koje se bira po sustavu proporcionalne zastupljenosti općim pravom glasa odraslih, na petogodišnji mandat. U Skupštini su zastupljene samo stranke koje su sakupile više od 10 posto glasova u zemlji. Velika turska nacionalna skupština donosi, mijenja, dopunjava i opoziva zakone; nadgleda rad Vijeća ministara i ovlašćuje ga da izdaje odluke o posebnim pitanjima koje imaju snagu zakona; ratificira međunarodne sporazume i odluke vezane uz tiskanje novca, objave ratnog stanja, te sudjelovanje državnih oružanih snaga u operacijama u inozemstvu; odlučuje o pitanjima vezanim uz odobravanje amnestija i pomilovanja itd.

### Pravosuđe
Ustavom iz 1982. proglašena je neovisnost državnih sudova i sudaca. Turska ima jedinstveni pravni sustav građanskih i vojnih sudova, od kojih svaki ima prizivni sud sa sjedištem u Ankari. Ustavni sud preispituje ustavnost zakona i odluka sa snagom zakona, kao i pravila procedure Velike turske nacionalne skupštine. Njegove se odluke odmah objavljuju u Službenom listu, te su obvezujuće za sve, uključujući zakonodavnu i izvršnu vlast. Suce imenuje predsjednik. Visoki prizivni sud je posljednji stupanj preispitivanja odluka i presuda koje su donijeli sudovi. Suce bira Vrhovno vijeće sudaca i tužitelja. Državno vijeće je najviši upravni tribunal. Tri četvrtine sudaca imenuje Vrhovno vijeće sudaca i tužitelja, a jednu četvrtinu predsjednik. Ustavom iz 1982. propisano je uspostavljanje sudova za sigurnost koji se bave napadima na nacionalni i teritorijalni integritet Turske, demokratski poredak, napade na unutarnju i vanjsku sigurnost države itd. Tu je još i mnogo manjih građanskih i vojnih sudova.

### Međunarodni odnosi
Turska je jedna od osnivačica Ujedinjenih naroda (1945.), Organizacije za ekonomsku suradnju i razvoj (1961.), Organizacije za sigurnost i suradnju u Europi (1973.), te Skupine 20 industrijski razvijenih zemalja (1999.).
Od osnivanja turske republike, glavna tema turske vanjske politike su odnosi s Europom i zapadom općenito. Turska je bila jedna od osnivačica Vijeća Europe 1949., a 1963. postala je pridružena članica Europske ekonomske zajednice. Nakon višegodišnjih pregovora, Turska se 1987. prijavila za stalno članstvo u EEZ-u. Godine 1992., postala je pridruženi član Zapadnoeuropske unije, a 3. listopada 2005. počela je službene pregovore o članstvu u Europskoj uniji. Smatra se da će ovi pregovori biti problematični i dugotrajni zbog brojnih nesuglasica u određenim pitanjima. Prvenstveno se to odnosi na odnos Turske s Ciprom koji je član EU-a i s kojim Turska nema službene odnose, nego samo s Turskom Republikom Sjeverni Cipar koju ne priznaje nitko osim Turske.
Drugi važan faktor vanjske politike Turske je odnos sa SAD-om. Zbog moguće prijetnje SSSR-a, Turska 1952. ulazi u NATO čime se počinju razvijati bliski bilateralni odnosi s Washingtonom. Čak i nakon hladnog rata ovi odnosi su zadržani zbog blizine Turske nestabilnom Arapskom svijetu. Turska je važan saveznik SAD-a zbog dobrih odnosa s Izraelom, te zbog blizine NATO-vih baza u Turskoj sa sirijskom i iračkom granicom. U zamjenu za potporu vanjskoj politici SAD-a, Turska je primila značajnu političku, gospodarsku i diplomatsku pomoć.
Nakon stjecanja nezavisnosti turkijskih država koje su bile članice SSSR-a, Turska je proširila svoj politički i gospodarski utjecaj i na te zemlje s kojima dijeli kulturno i jezično naslijeđe. Jedan od važnijih rezultata ovih odnosa je završetak vrijednog plinovoda koji vodi iz Bakua u Azerbajdžanu do turske luke Ceyhan.
Od zemalja s kojima graniči Turska ima najlošije odnose s Armenijom. Granica s tom državom zatvorena je otkad je Armenija okupirala Gorski Karabah u Azerbajdžanu. Odnosi s tom državom su napeti i zbog povijesnih nesuglasica o armenskom genocidu koji se dogodio zadnjih dana Osmanskog Carstva.

## Vojska
Turske oružane snage sastoje se od kopnene vojske, mornarice i zrakoplovstva. U mirnodopsko vrijeme žandarmerija i obalna straža funkcioniraju kao dio Ministarstva unutarnjih poslova, dok su u ratno vrijeme podređeni vojsci i funkcioniraju kao dio oružanih snaga.
Po broju su turske oružane snage druge u NATO-u, nakon snaga SAD-a. Sveukupno oružano osoblje turske vojske čini 1 043 550 pripadnika. Svaki sposoban heteroseksualni muškarac s turskim državljanstvom obvezan je služiti vojni rok u razdoblju od tri tjedna pa do petnaest mjeseci. Dužina vojnog roka ovisi o obrazovanju i mjestu rada. LGBT-e osobe mogu biti izuzete od služenja vojnog roka na vlastiti zahtjev.
Turska sudjeluje u mirovnim i ostalim misijama UN-a i NATO-a od 1950-ih. To uključuje misije u Somaliji i bivšoj Jugoslaviji, kao i sudjelovanje u Zaljevskom ratu. Turska ima stalnu vojsku od 36.000 vojnika u Turskoj Republici Sjeverni Cipar, a njeni vojnici služe i u Afganistanu kao dio ISAF-a. Godine 2006., Turska je poslala svoje snage u mirovnu misiju u Libanon, nakon izraelskog napada.
Na čelu vojnih snaga nalazi se general kojeg imenuje predsjednik, a koji je odgovoran premijeru. Vijeće ministara odgovorno je parlamentu za nacionalnu sigurnost i pripremu oružanih snaga za obranu zemlje. Odluku o slanju vojske u druge zemlje donosi parlament.
Tradicionalno turska vojska ima snažan utjecaj na politiku zemlje, te smatra sebe čuvarom sekularne demokracije u zemlji. Tijekom povijesti vojska je nekoliko puta srušila izabranu vlast zbog vjerovanja da vlast odstupa od Atatürkovih načela koja su sadržana u ustavu zemlje.

## Gospodarstvo
Veći dio republikanskog razdoblja u povijest Turske, država je imala snažan utjecaj na gospodarstvo. U 1980-ima premijer Özal je započeo reforme kojima je gospodarstvo postalo više tržišno orijentirano. Reforme su omogućile ubrzani rast gospodarstva, ali taj rast su često remetile financijske krize od kojih su najznačajnije one 1994., 1999. i 2001. godine. Između 1981. i 2003. prosječni godišnji rast BDP-a bio je 4 %. Veliki i rastući deficit javnog sektora, te neadekvatne reforme rezultirale su visokom inflacijom, korupcijom u svim sferama gospodarstva i slabljenjem bankarskog sektora.
Nakon krize 2001., tadašnji ministar financija Kemal Derviş pokrenuo je reforme zbog kojih je inflacija pala na jednoznamenkaste brojeve, a investicije su porasle i nezaposlenost je pala. Prognoze MMF-a za 2008. govore o očekivanoj inflaciji od 6 % u Turskoj. Prema časopisu Forbes Istanbul je s 35 milijardera (stanje 2008.) četvrti grad u svijetu, nakon Moskve, New York Cityja i Londona.
Od 1970-ih uloženi su mnogi napori u jačanju i diverzificiranju gospodarstva. U tome je vrlo važan bio Jugoistočno anatolijski projekt (Güneydoğu Anadolu Projesi ili GAP) čiji je cilj bio iskorištavanje vode Eufrata i Tigrisa za navodnjavanje i proizvodnju hidroelektrične energije. Iako su se projektu snažno protivili Sirija i Irak, te kurdski separatisti, danas projekt ima devet brana i osam hidroelektričnih centrala. Cilj ovog projekta je pretvaranje suhog tla u jugoistočnoj Turskoj u plodno zemljište.
Prosječna stopa rasta BDP-a između 2002. i 2007. bila je 7,4 % što čini Tursku jednom od najbrže rastućih gospodarstava u svijetu. Dok su u prošlosti gospodarstvom dominirale poljoprivredne aktivnosti, danas najveći značaj imaju razvijeni industrijski kompleksi i razvijeni sektor usluga. Godine 2007., poljoprivreda je činila 8,9 % BDP-a, dok je industrija činila 30,8 %, a sektor usluga 59,3 % BDP-a. Turizam čini vrlo važan dio turskog gospodarstva. Godine 2007. u Turskoj je bilo 27 214 988 posjetitelja koji su turskom gospodarstvu ostvarili 18,5 milijardi USD prihoda.
Turska ima veliku i rastuću automobilsku industriju. Godine 2006. u Turskoj je proizvedeno 1 024 987 motornih vozila što je čini šestim europskim proizvođačem motornih vozila. Nakon što je kronična inflacija stavljena pod kontrolu, uvedena je nova valuta kako bi se izbrisali podsjetnici na nestabilno gospodarstvo. 1. siječnja 2005. stara turska lira zamijenjena je novom turskom lirom na čijim novčanicama je maknuto šest nula (1 YTL= 1 000 000 TL). Nezaposlenost je 2005. iznosila 10,3 %. Počevši od siječnja 2009. godine, oznaka "nova" uklonjena je s druge turske lire, a njezin službeni naziv ponovno je postao samo "turska lira", skraćeno "TL".
| Trgovački partneri (2005.) | Trgovački partneri (2005.) | Trgovački partneri (2005.) | Trgovački partneri (2005.) |
| Izvoz (%)                  | Izvoz (%)                  | Uvoz (%)                   | Uvoz (%)                   |
| -------------------------- | -------------------------- | -------------------------- | -------------------------- |
| Njemačka                   | 13                         | Njemačka                   | 12                         |
| Ujedinjeno Kraljevstvo     | 8                          | Rusija                     | 11                         |
| Italija                    | 8                          | Italija                    | 7                          |
| SAD                        | 7                          | Kina                       | 6                          |
| Francuska                  | 5                          | Francuska                  | 5                          |
| Španjolska                 | 4                          | SAD                        | 5                          |
| Irak                       | 4                          | Ujedinjeno Kraljevstvo     | 4                          |
| ostale države              | 52                         | ostale države              | 51                         |
| sve EU zemlje zajedno      | 52                         | sve EU zemlje zajedno      | 42                         |
| Izvor: bfai                |                            |                            |                            |

## Infrastruktura
Zbog važnog zemljopisnog položaja koji Tursku stavlja na križanje putova između Europe i Azije, promet je važan izvor prihoda za državu. Uz cestovne, pomorske, zračne i željezničke prijevozne usluge, važan dio prometa čine i razni cijevovodi. U međunarodnom prijevozu roba i putnika, Turska je 1999. zaradila 1,2 milijarde eura.
Tuzemni prijevoz roba i putnika vrši se gotovo isključivo cestovnim prometom. Sa stranim zemljama robni prijevoz obavlja se obično pomorskim putem, dok se putnički prijevoz velikim dijelom vrši zračnim putem.
Godine 2000., sektor komunikacija i prometa činio je oko 14 % ukuonog BDP-a države. 27,3 % svih javnih investicija ide u ovaj sektor.

### Cestovni promet
Ukupna dužina cestovne mreže u Turskoj je 413 724 km. Od ovoga 62 000 km čine ruralne ceste, 350 000 km čine tzv. seoske ceste, a 1800 km su autoceste. Mreža autocesta je trenutno pod izgradnjom. Najvažniji prometni pravci su autocesta od Istanbula do Ankare (O-4), te O-52 od Adane do Gaziantepa. Druge važne autoceste su oko Izmira (O-31 i O-32), te u južnom dijelu zemlje (Mersin, İskenderun, Pozantı). Trenutno su u izgradnji autoceste od İzmira do Manise, te pravci Adana-Ankara i Gaziantep-Şanlıurfa.
Kao što je spomenuto, najveći dio prijevoza roba (89,2 %) i putnika (95 %) odvija se cestovnim putem. Za putovanja po zemlji najpopularniji su autobusi. Sigurnost u prometu još nije dosegla razinu većine europskih zemalje, tako da godišnje postoji veliki broj poginulh na cestama.
U gradovima je javni prijevoz organiziran obično autobusima. Zbog nedovoljno razvijenog javnog prijevoza razvili su se tzv. zajednički taksiji (dolmuş). Ovi mali autobusi kreću samo ako su popunjena sva putnička mjesta, a kreću se obično već zacrtanim pravcima. Uz dolmuşe u mnogim gradovima je organizirana redovna taksi služba.

### Željeznički promet
Željeznička mreža u Turskoj nije dovoljno razvijena, jer se više pozornosti posvećivalo cestovnoj mreži. Veći dio tračnica datira iz 19. i početka 20. stoljeća. Od ukupne dužine od 10 500 km tračnica, samo je 20 % elektificirano. Željeznica čini oko 10 % ukupnog prometa u zemlji (stanje 1999.). Vlakovi su česti samo na ruti između Istanbula i Ankare, dok drugdje putnički vlakovi voze jedanput ili dvaput na dan. Iako su putovanja vlakom sporija u usporedbi s razvijenom autobusnom mrežom, komfor je daleko veći u vlakovima.
Trenutno je pri završetku izgradnja visokobrzinske tračnice između Istanbula i Ankare na kojoj bi vlakovi mogli postizati brzinu do 250 km/h. U fazi izgradnje je i visokobrzinska tračnica između Ankare i Konye. Do 2010. trebala bi biti izgrađena i visokobrzinska veza željeznicom s Bugarskom. Ovim modelom pruge planira se povezati i Ankara i Izmir, te Ankara i Sivas, pa Sivas i Kars. U Istanbulu je 29. listopada 2013. svečano otvoren podvodni tunel Marmaray kojim su željezničkim putem spojene Azija i Europa. Završetkom projekta omogućeno je putovanje od Londona do Ankare vlakom.

### Zračni promet
Državni avioprijevoznik je Turkish Airlines (Türk Hava Yolları THY) koji je osnovan 1933. i koji je do 1990-ih ima monopol u turskom zračnom prijevozu. Danas privatne zrakopolovne kompanije (kao Atlasjet, Fly Air, MNG Air, Onur Air, SunExpress) drže oko 33 % tržišnog udjela u zračnom prijevozu.
Sveukupno Turska ima preko 117 zračnih luka, od čega 15 međunarodnih. Najvažnija zračna luka je Aerodrom Istanbul koja se nalazi u europskom dijelu Istanbula i koja ima promet od 23 milijuna putnika (stanje 2007.). Na azijskoj strani grada nalazi se manja zračna luka Sabiha Gökçen koja također ima veliki promet. Za potrebe turizma važna je zračna luka u Antalyi s prometom od oko 17 milijuna putnika (stanje 2007.). Druge velike zračne luke nalaze se u Izmiru i Ankari.

### Pomorski promet
S dužinom obale od 8333 km i s 156 luka, Turska ima veliki potencijal u brodskom prijevozu. Ukupna tonaža turske trgovačke flote je 10 444 163 DWT. Lokalni pomorski promet posebno je razvijen u Istanbulu, gdje vožnja od europske do azijske strane grada traje između 20 i 40 minuta.
Najvažnije luke na Sredozemnom moru su İskenderun, Mersin i Antalya. Na Egejskom moru važna luka je İzmir, dok su na Mramornom moru velike luke Gemlik, Istanbul i İzmit. Crnomorske luke Turske su Hopa, Samsun, Trabzon i Zonguldak.

### Cjevovodi
Prvi cjevovod za transport sirove nafte i naftnih derivata pušten je u promet 1966. između Batmana i Dörtyola. Godine 1977. pušten je u promet važan naftovod između Iraka i Turske ukupne dužine od 981 km (od čega 641 km na teritoriju Turske). Ovaj naftovod nije bio funkcionalan od 1990. do 1997. zbog rata i embarga.
Od 2002. u funkciji je plinovod Blue Stream koji ide kroz Crno more, od Novorosijska do Samsuna, te onda do Ankare.
Naftovod Baku-Tiflis-Ceyhan dostavlja naftu iz središnje Azije i Kavkaza preko Turske do zapadne Europe. Ovaj naftovod dugačak 1760 km ima kapacitet od milijun barela godišnje. Paralelno uz ovaj naftovod ide i Južnokavkaski plinovod koji vodi od Bakua preko Tiflisa do Erzuruma. Ovaj plinovod dugačak je 690 km i ima kapacitet od sedam milijardi kubičnih metara plina.
Trenutno se između Ceyhana u Turskoj i Haife u Izraelu planira gradnja cjevovoda Med Stream kojim bi se transportirala električna energija, prirodni plin, sirova nafta i voda.

### Telekomunikacije
Jedini pružatelj usluge fiksne telefonske linije u Turskoj je Türk-Telekom. Dok sektor fiksne telefonije stagnira, sektor mobilne telefonije ubrzano raste. Broj korisnika mobilnih telefona je porastao s 17,1 milijuna 2001. godine, na 43,6 milijuna 2005. godine. Međunarodne veze odvijaju se između ostalog i optičkim kabelima ispod Sredozemnog i Crnog mora.
Internetska domena za Tursku je .tr. Uz ovu veliki broj internetskih stranica koristi i domene .com ili .com.tr. Za dodjelu IP-a i naziva zaduženo je Tehničko sveučilište Bliskog istoka (ODTÜ). Infrastruktura za širokopojasni internet je trenutno u izgradnji. Prema službenim statistikama iz 2005. godine, 12,75 % stanovništva ima osobno računalo, a 8,66 % kućanstava ima pristup internetu.

## Kultura
Kultura današnje Turske spoj je mnogih kultura, od kojih su najviše utjecaja imale kulture staroturkijskih naroda središnje Azije i Sibira, te kulture Osmanskog Carstva koja je bila pod utjecajem bizantske, perzijske, arapske, kavkaske i kurdske kulture. Od osnivanja republike za vrijeme Atatürka, u tursku kulturu prodiru snažni europski utjecaji. Glavno kulturno središte države je Istanbul.
Neki od najznačajnijih predstavnika moderne turske umjetnosti su filmski redatelj Yılmaz Güney (Zlatna palma 1982. za film „Put“), pjesnici Orhan Veli i Nâzım Hikmet, te pisci Yaşar Kemal, Orhan Pamuk (Nobelova nagrada za književnost 2006.) i Aziz Nesin.
Međunarodno poznati turski pop glazbenici su Sezen Aksu, Tarkan i Mustafa Sandal.
U Turskoj je vrlo popularna igra tavla koja se često igra uz čaj i nargilu u kafićima.

### Književnost
Povijest turske književnosti počinje u predislamsko doba, a sastojala se od usmenog predaje, pjesama, legendi i izreka. Prvi pisani tragovi turske književnosti napisani su orhonskim pismom u 6. ili 7. stoljeću. Prihvaćanjem islama u 10. stoljeću, na tursku književnost počinju utjecati arapski i perzijski jezik. Islam je imao jak utjecaj na tursku književnost od 11. do sredine 19. stoljeća. U ovom razdoblju mogu se razlikovati dva pravca razvijanja turske književnosti: divanska književnost visokih društvenih slojeva, te narodna književnost.
Za vrijeme tanzimata (skupa reformi u Carstvu u 19. stoljeću) jačaju zapadni utjecaji u književnosti. To razdoblje počinje prijevodima zapadnjačkih književnih djela, a nakon nekog vremena počinju se javljati i prvi turski romani. Veliki utjecaj u ovom razdoblju imale su novine „Servet-i fünûn“ („Bogatstvo znanja“).
U vrijeme osnivanja republike dolazi do velikih promjena u književnosti. To razdoblje je obilježilo uvođenje latinice 1928., te jezične reforme 1932. godine. Nakon toga dolazi do drastičnih promjena u tematici književnosti, koja se počinje baviti društvenom i političkom kritikom. Državna vlast tada počinje cenzurirati književna djela, a mnogi pisci bivaju uhićeni. Mnogi politički događaji (kao državni udari) obilježili su razvoj turske književnosti, koja je danas popularna i izvan granica matične države.

### Film
| Proizvodnja kinofilmova u Turskoj |               |
| Godina                            | Broj          |
| 1975.                             | 124           |
| 1985.                             | 185           |
| 1995.                             | nema podataka |
| 2005.                             | 30            |

Domaćom turskom kinematografijom dominiraju komedije i akcijski filmovi. Posebno su popularne komedije Kemala Sunala. Predstavnik povijesnog i akcijskog žanra je Cüneyt Arkın. U novije vrijeme turski filmovi počinju se baviti i društvenim problemima. Iz toga se razvio kurdski film koji se bavi problemima kurdske zajednice u Turskoj. Jedan od novijih turskih filmova koji se međunarodno probio je Vizontele iz 2001. godine.
Vjerojatno najpoznatiji i najutjecajniji turski redatelj je već spomenuti Yılmaz Güney koji je zbog svojih djela u domovini zatvarana i zabranjivan.
Film Dolina vukova (Kurtlar Vadisi – Irak) iz 2006. smatra se najskupljim turskim filmom ikada snimljenim (8,4 milijuna eura). Film koji je snimljen prema istoimenoj seriji smatra se turskom verzijom „Ramba“ u kojem je pozitivac turski tajni agent, dok su negativci Amerikanci u Iraku. Film je u SAD-u okarakteriziran kao antiamerički.

### Glazba
Glazba u Osmanskom Carstvu bila je pod jakim arapskim utjecajem. Osnivanjem republike vlada počinje promovirati tursku glazbu. Tada počinje sakupljanje i arhiviranje narodnih pjesama iz Anatolije. Do 1953. prikupljeno je oko 10 000 narodnih pjesama. Uz narodnu glazbu, od 1990-ih glazbenom scenom počinju dominirati moderni glazbeni pravci, kao rock i pop.
Vrlo često korišten instrument u turskoj narodnoj glazbi je saz. U ruralnim krajevima vrlo često se sviraju zurla i tapan, pogotovo na svadbama.
Iz Turske dolaze mnogi poznati izvođači klasične glazbe, kao što su operna pjevačica Leyla Gencer, skaladatelj Cemal Reşit Rey, pijanist i skladatelj Fazıl Say, te pijanistice Güher i Süher Pekinel.

### Gastronomija
Turska kuhinja je rezultat višestoljetnog spajanja jednostavne nomadske kuhinje turkijskih plemena s indijskom, perzijskom, kurdskom i arapskom kuhinjom. Turska kuhinja je imala snažan utjecaj na kuhinje naroda koji su se nalazili pod Osmanskim Carstvom, a mnoge te kuhinje su i dodatno obogatile tursku gastronomiju. Vjerojatno najpoznatiji primjeri turskog utjecaja na kuhinje balkanskih zemalja su ćevapčići (kebap şişi) i sarma. Turska jela međunarodnog značaja su jogurt (yoğurt) kao i njegova razrijeđena i slana varijanta ayran, te brza jela kao döner kebap.
Vjerojatno najpoznatije piće koje se iz Turske proširilo Europom i svijetom je kava (kahve), međutim pije se u posebnim prilikama za razliku od čaja (çay) koji se pije više puta dnevno u malim staklenim čašama u obliku tulipana. Nacionalno alkoholno piće je rakija (rakı) koja se obično konzumira kao aperitiv s mezom (meze), kombinacijom predjela.

## Sport
Najpopularniji sport u Turskoj je nogomet. Najjači nogometni klubovi u Turskoj su Galatasaray, Fenerbahçe i Beşiktaş. Neki od novijih uspjeha turske reprezentacije su treće mjesto na Svjetskom prvenstvu 2002. godine i dolazak do polufinala na Europskom prvenstvu 2008. godine.
Među drugim popularnijim sportovima su košarka i odbojka. Muška košarkaška reprezentacija osvojila je drugo mjesto na Europskom prvenstvu 2001. godine. U odbojci za žene najviše uspjeha imali su klubovi Eczacıbaşı i Vakıfbank Güneş Sigorta koji su osvojili brojna europska prvenstva.
U zadnje vrijeme veliku popularnost stekli su motorni sportovi. Turska je uvrštena u kalednar Svjetskog prvenstva u reliju 2003., a Velika nagrada Turske u Formuli 1 održava se od 2005. godine. Na trkalištu Istanbul Park održava se i Velika nagrada Turske u motociklizmu, WTCC, GP2 i Le Mans Series.
Tradicionalni turski nacionalni sport koji je popularan još od osmanskih vremena je Yağlı güreş. U ovom sportu muškarci se hrvaju nauljeni maslinovim uljem. Ostali hrvački stilovi, kao slobodni ili grčko-rimski stil su također popularni. Turska je dala mnogo svjetskih i olimpijskih prvaka u hrvanju. Turska je imala velikog uspjeha i u dizanju utega u kojem su turski sportaši, muški i ženski, srušili brojne rekorde i osvojili razna prvenstva. Naim Süleymanoğlu i Halil Mutlu su jedni od rijetkih dizača utega koji su osvojili tri medalje u tri OI.

## Vanjske poveznice
| Portal:Europa | Portal:Europa |

### Sestrinski projekti
|  | Zajednički poslužitelj ima stranicu o temi Turska    |
|  | Zajednički poslužitelj ima još gradiva o temi Turska |
|  | Wječnik ima rječničku natuknicu Turska               |
|  | Wikiknjige imaju gradivo o temi Turski jezik         |
|  | Wikicitati imaju zbirke citata o temi Turska         |

### Mrežne stranice
- (tur.)Stranica predsjednika Turske
- (tur.)Turski parlament
- Turski ured za kulturu i turizam